# Cañón del Pato
Le Cañón del Pato (gorges ou canyon du canard en français) sont des gorges situées dans la région d'Áncash, au Pérou.

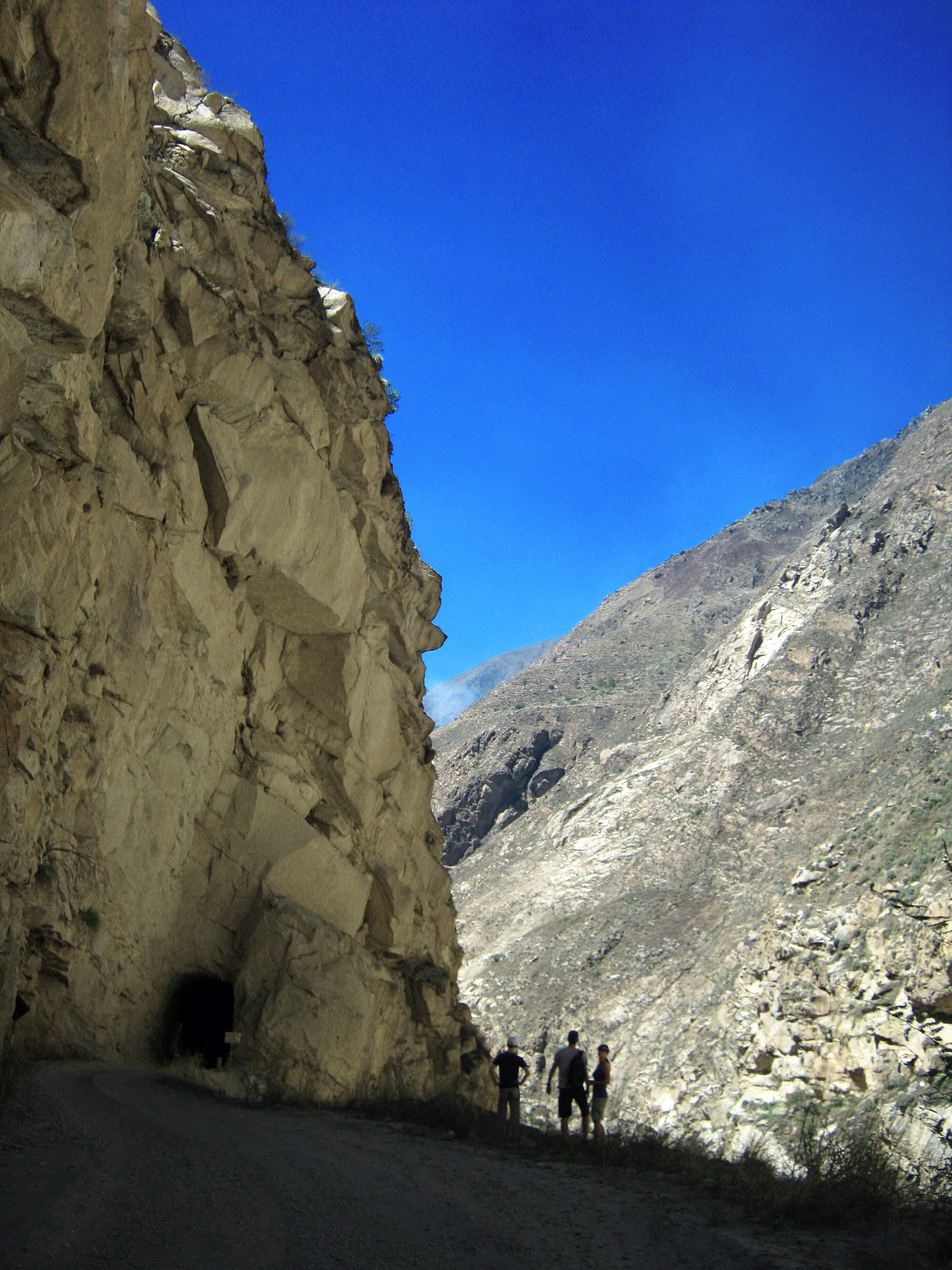
Formations rocheuses du Cañón del Pato

## Géographie
Le Cañón del Pato est traversé par le fleuve Santa à l'extrémité nord de la vallée du Callejón de Huaylas dans le centre-nord du Pérou. Les parois du canyon, pour la plupart rocheuses, sont trop raides et arides pour la culture, et dans seulement quelques endroits, celles-ci conviennent au pâturage des animaux domestiques. Le canyon a été formé par le fleuve Santa où l'extrémité nord de la Cordillère Noire (à l'ouest) converge avec la Cordillère Blanche (à l'est). Ces deux crêtes andines sont généralement parallèles sur près de 140 km du sud de la ville de Huaraz vers le nord jusqu'au canyon. La Cordillère Blanche continue vers le nord sur une centaine de kilomètres ou plus. Le Callejón de Huaylas est la vallée entre les deux cordillères, d'une largeur moyenne d'environ 16 km (mesurée sur une carte à partir des crêtes des deux crêtes), mais par endroits jusqu'à 25 km de largeur.

## Histoire
La route principale sud-nord traversant le Callejón de Huaylas existait comme un étroit chemin de terre avant la construction de la route traversant le canyon. La construction du prolongement vers le nord de l'autoroute a commencé en 1952 dans la ville de Caraz, à environ 30 km au sud du canyon. L'autoroute pénètre et traverse la Cordillère Noire. Finalement, elle descend vers l'ouest et continue vers la ville portuaire de Chimbote donnant sur l'Océan Pacifique.
Le 21 avril 1958 est inaugurée la Centrale hydroélectrique Cañón del Pato, l'une des plus importantes du Pérou.
Le tremblement de terre de 1970 a pratiquement détruit la ligne de chemin de fer reliant Huallanca et Chimbote, abandonnée depuis.